# (34394) 2000 RC70
2000 RC70 (asteroide 34394) é um asteroide da cintura principal. Possui uma excentricidade de 0.09233670 e uma inclinação de 10.20575º.
Este asteroide foi descoberto no dia 2 de setembro de 2000 por LINEAR em Socorro.